# Volodymyr Lozyns'kyj
Volodymyr Fedorovyč Lozyns'kyj (in ucraino Володимир Федорович Лозинський?, in russo Владимир Фёдорович Лозинский?; Sapiči, 6 febbraio 1955 – Kiev, 17 luglio 2020) è stato un calciatore e allenatore di calcio sovietico dal 1991 ucraino, di ruolo difensore.

## Carriera

### Club
Durante la sua carriera ha giocato principalmente con la Dinamo Kiev, in cui ha trascorso 9 stagioni.

### Nazionale
Con la nazionale sovietica conta 4 presenze.

## Palmarès

### Competizioni nazionali
- Campionato sovietico: 4

Dinamo Kiev: 1975, 1977, 1980, 1981
- Coppa dell'URSS: 2

Dinamo Kiev: 1978, 1982
- Supercoppa dell'Unione Sovietica: 1

Dinamo Kiev: 1980

### Competizioni internazionali
- Supercoppa UEFA: 1

Dinamo Kiev: 1975